# Кухарчук Микола Макарович
Микола Макарович Кухарчук (* 6 лютого 1934, с. Грузька, Бишівський район, Київська область — 3 березня 2009, м. Київ) — український математик, професор НТУУ «КПІ», доктор фізико-математичних наук.

## Біографія
Народився в с. Грузька, нині — Фастівського району Київської області. Закінчив фізико-математичний факультет Київського педагогічного інституту в 1959 році. З того часу вся його трудова та науково-педагогічна діяльність безпосередньо пов'язана з КПІ, де він пройшов шлях від асистента до професора. Тут він під керівництвом Ю. Л. Далецького успішно закінчив аспірантуру і в 1966 році захистив кандидатську дисертацію «Диференціальні рівняння у функціональних похідних і деякі питання варіаційного числення, пов'язані з ними», а згодом — і докторську «Квазілінійні еліптичні рівняння і нелінійні напівгрупи стискань» (1996). Через рік отримав звання професора. Займав посаду завідувача кафедри вищої математики № 3 (1982–1986 рр.) За цей час йому вдалося згуртувати колектив викладачів, які вміло поєднували педагогічну діяльність з науковими пошуками.
Микола Макарович підготував 6 кандидатів наук, був науковим консультантом авторів 3 докторських дисертацій з теорії управління. Він є автором понад 80 наукових праць, посібників, співавтором 3 монографій.
У 1971–1975 рр. М. М. Кухарчук працював на кафедрі математики в Національному інституті нафти в м. Бумердес (Алжир) викладачем математики.
У 1978–1980 рр. він був професором кафедри математики Французько-голландського університету і заступником міністра освіти республіки Верхня Вольта.
Наукові праці М. М. Кухарчука стосувались функціонального аналізу та прикладних питань математичного аналізу. Під його керівництвом було одержано ряд результатів у теорії випадкових сигналів і шумів (1967–1971 рр.), що лягли в основу кандидатських дисертацій аспірантів кафедри акустики. Керуючи групою математиків, що вела роботу закритої теми «Шторм» (1985–1990 рр. «Оптимальний синтез та геометрії антен і ін.»), він разом з В. В. Ясінським та С. В. Пасічним опублікував більше 15 робіт у відкритій тематиці. Ці математичні результати лягли в основу багатьох практичних розробок військово-промислового комплексу, деякі його результати з теорії оптимального управління та диференціальних рівнянь знайшли своє застосування в докторських дисертаціях колег.
Працюючи в університеті та поза його межами, М. М. Кухарчук велику увагу приділяв науково-методичній роботі. Під його керівництвом велась госпбюджетна тема (по лінії Мінвузу України) «Неперервна математична підготовка студентів технічних вузів України» (1982–1986 рр.). Для підготовки відділень та факультетів довузівської підготовки ним разом з проф. Ф. П. Яремчуком були надруковані три видання підручників з грифом Мінвузу та значна кількість методичних посібників.
М. М. Кухарчук протягом останніх років був головою журі Малої академії наук України з математики.
За значні здобутки в науковій та науково-методичній роботі М. М. Кухарчук був нагороджений медалями «1500-річчя Києва», «Ветеран праці», мав відзнаку «Відмінник освіти України» та Подяки Міністерства України і керівництва університету. Протягом 1991–1996 рр. був лауреатом фонду Сороса.